# 輪轂馬達

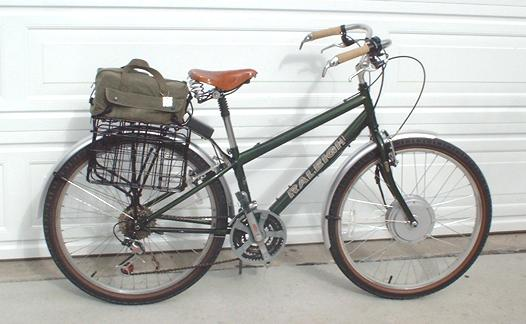
Raleigh SC30自行車的前輪加上了輪轂馬達（前輪中間白色的即為輪轂馬達），即為电动自行车

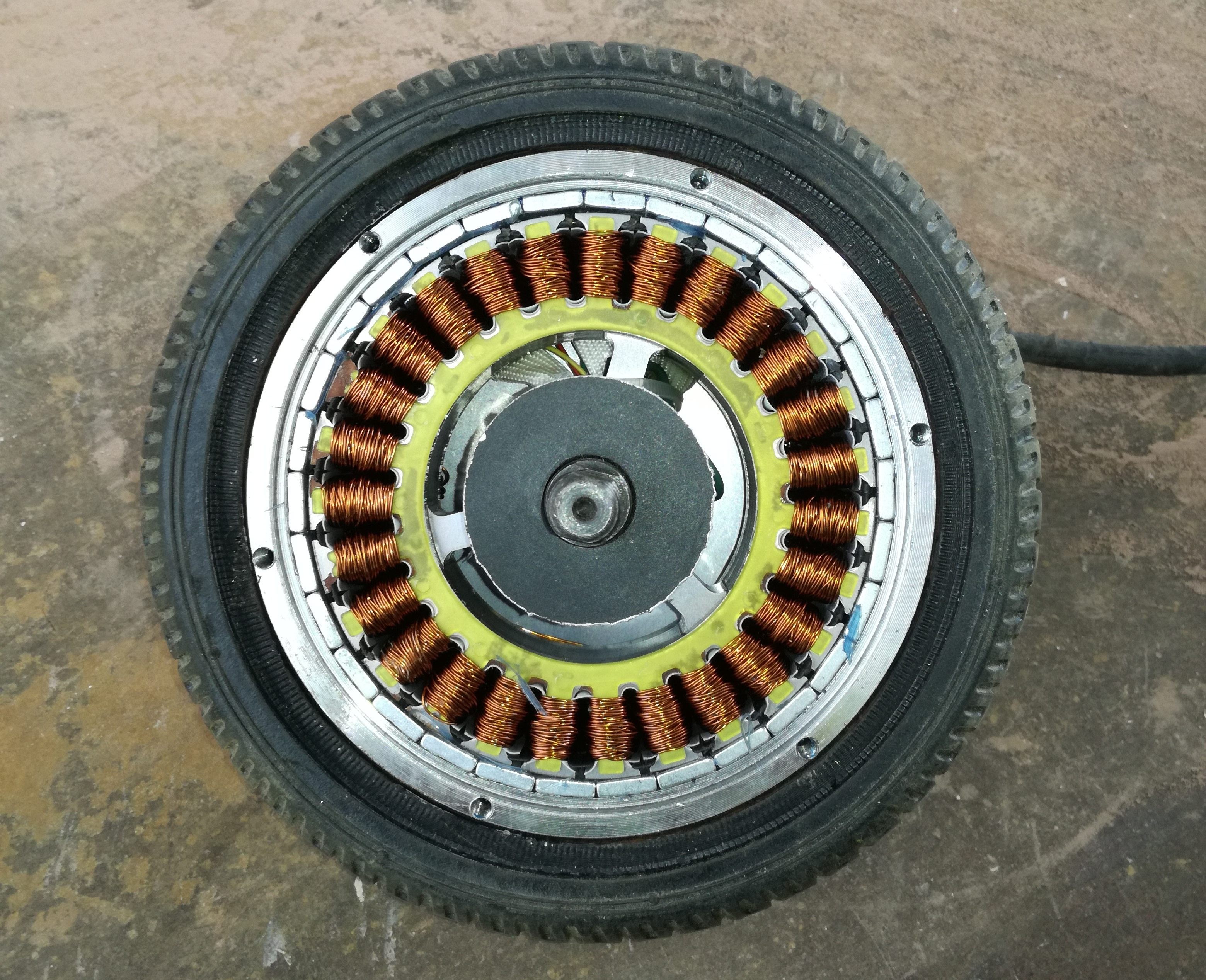
滑板車用輪轂馬達的構造，其最內側深色部份是馬達的軸，較外側的銅線是定子線圈，外側則是有永久磁鐵的轉子

輪轂馬達（英語：wheel hub motor）或輪內馬達（英語：in-wheel motor）是指整合進車輪輪轂內的馬達，常見於電動自行車及電動機車上。早期的电动汽车常使用輪轂馬達的技術，但因為其高動態輪負載對車輛操控的負面影響，以及裝在車輪上，容易損壞的特性，近年來已量產的電動汽車還沒有使用此技術。

## 自行車
早在1895年時，就有人申請電動自行車輪轂馬達的專利。自行車和汽車不同，自行車車輪的輪轂距離輪圈的距離較遠。相較於其他的設計，電動自行車輪轂馬達有簡單、耐用、價格低廉的優點，但比較不適合用在高速。自從2000年代末起，輪轂馬達就已是比較多人使用的設計方式。

## 汽車

### 歷史

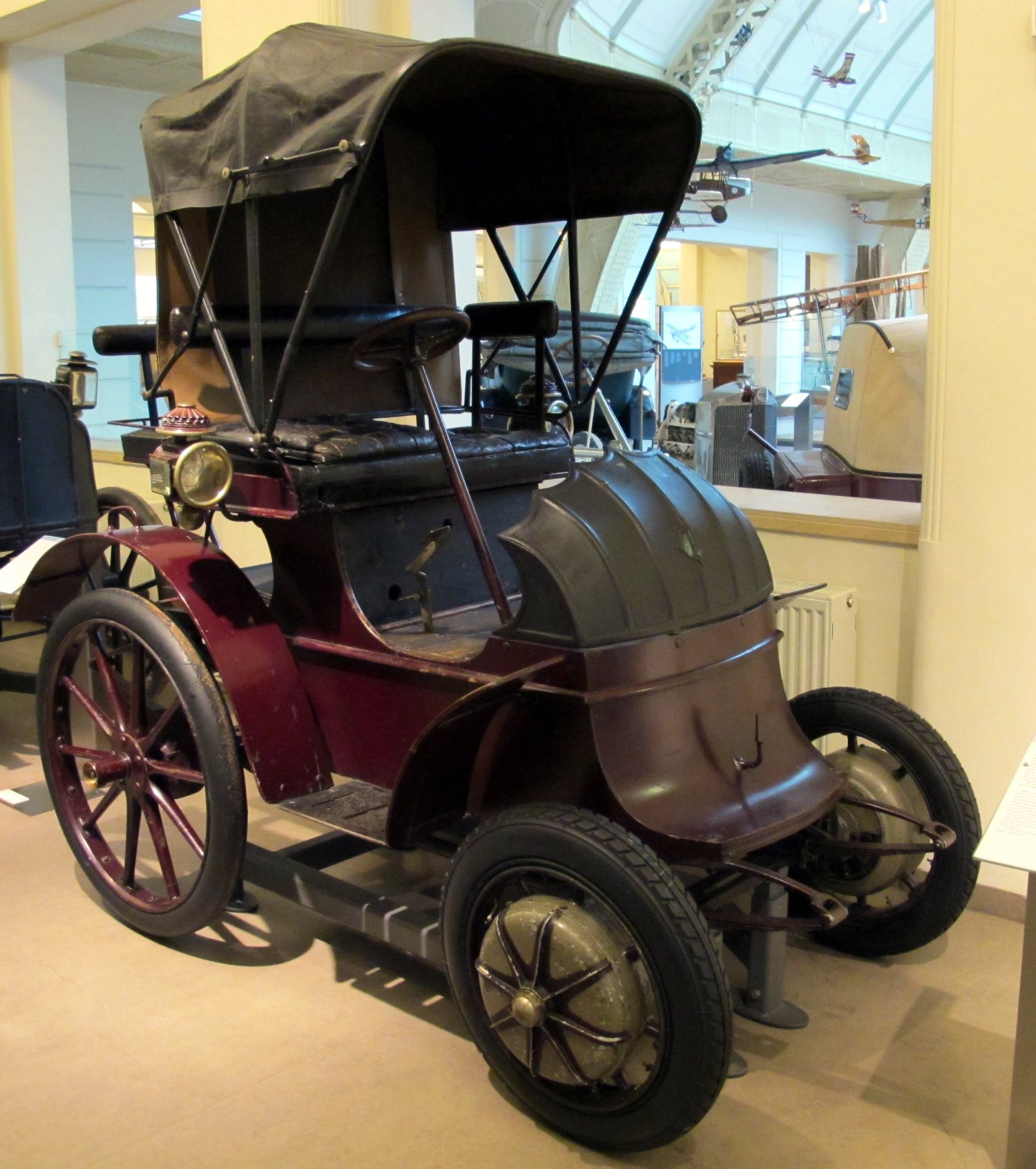
1900年Lohner-Porsche的Chaise純電動車，有二顆前輪的輪轂馬達

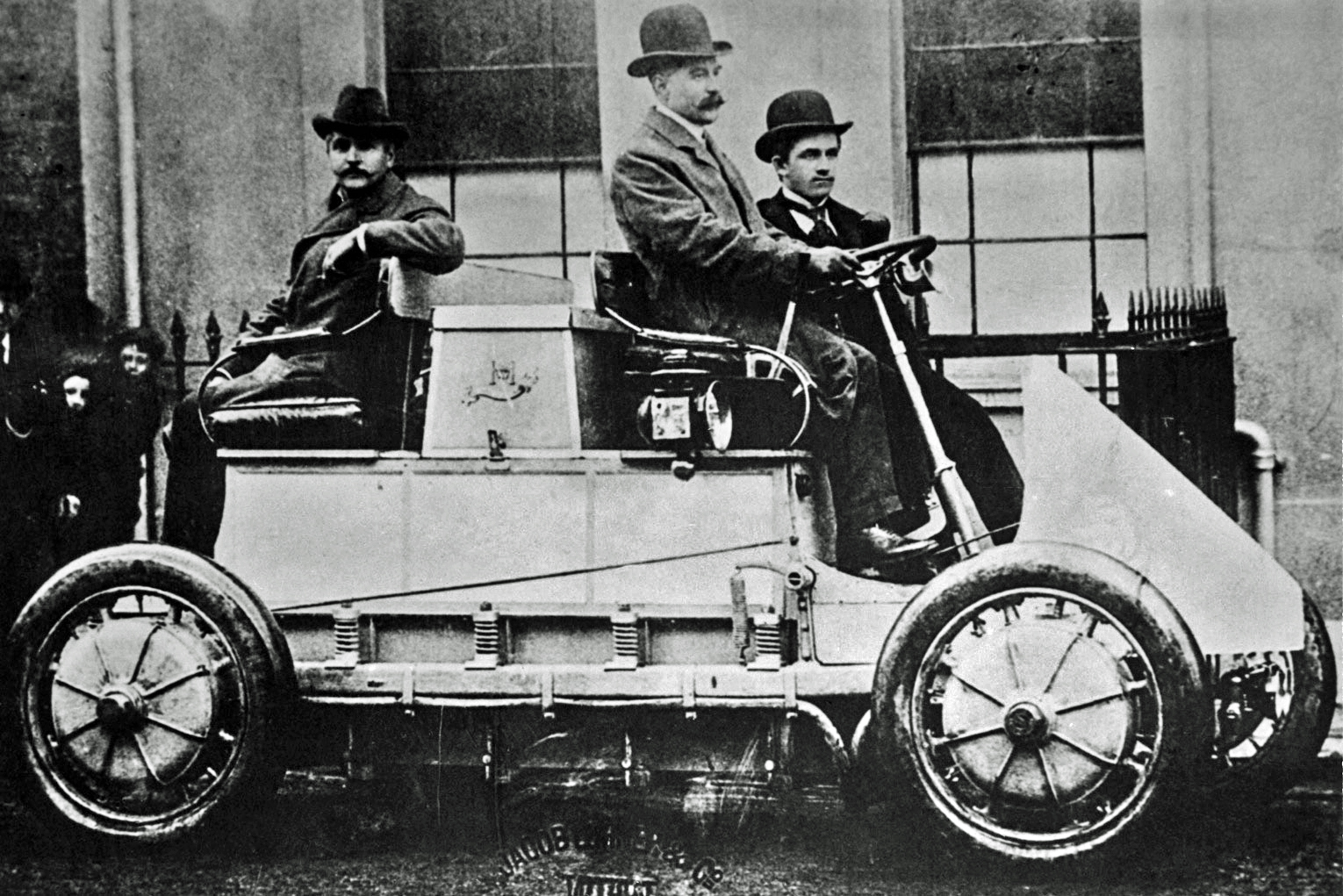
1900年Lohner–Porsche的Mixte賽車，有四顆輪轂馬達

在1880年代以及1890年代，就有許多人提出在輪轂內的電動馬達、燃油引擎以及蒸氣動力引擎。以下是獲得專利的人：聖路易的Wellington Adams在1884年專利獲准；美國Woburn的Edward Parkhurst在1890年專利獲准；Albert Parcelle也在1890年專利獲准；Charles Theryc在1896年專利獲准；其設計沒有引擎到輪子的傳動桿，因此沒有傳動損失；C F Goddard在1896年申請一個活塞輪轂發動機的專利，是用在老式汽車，利用某種氣體的膨脹為動力；W C Smith在1897年申請輪轂內爆炸氣體膨脹發動機，利用輪轂軌道上的凸輪，將動力傳輸給車輪。
斐迪南·保時捷曾於1897年在用維也納用電動輪轂馬達的車輛來賽車。他開發的第一部電動車就是以輪轂馬達驅動，動力來源是電池。裝有四顆輪轂馬達的Lohner–Porsche賽車在1900年巴黎的世界博覽會首次亮相。同時也引入一款車種販售，是前輪有二個輪轂馬達的Lohner–Porsche Chaise。這款車輛的接受度很好，Lohner和其他車廠以此設計為基礎，設計許多其他的車款，直到1920年代為止。

### 設計
輪轂馬達帶動車輪的機構可以是直驅式機構或行星齿轮。馬達可以是轴向磁场电机、內轉子或是外轉子設計，馬達可以是有刷的換向器設計，或是使用無電刷的設計。

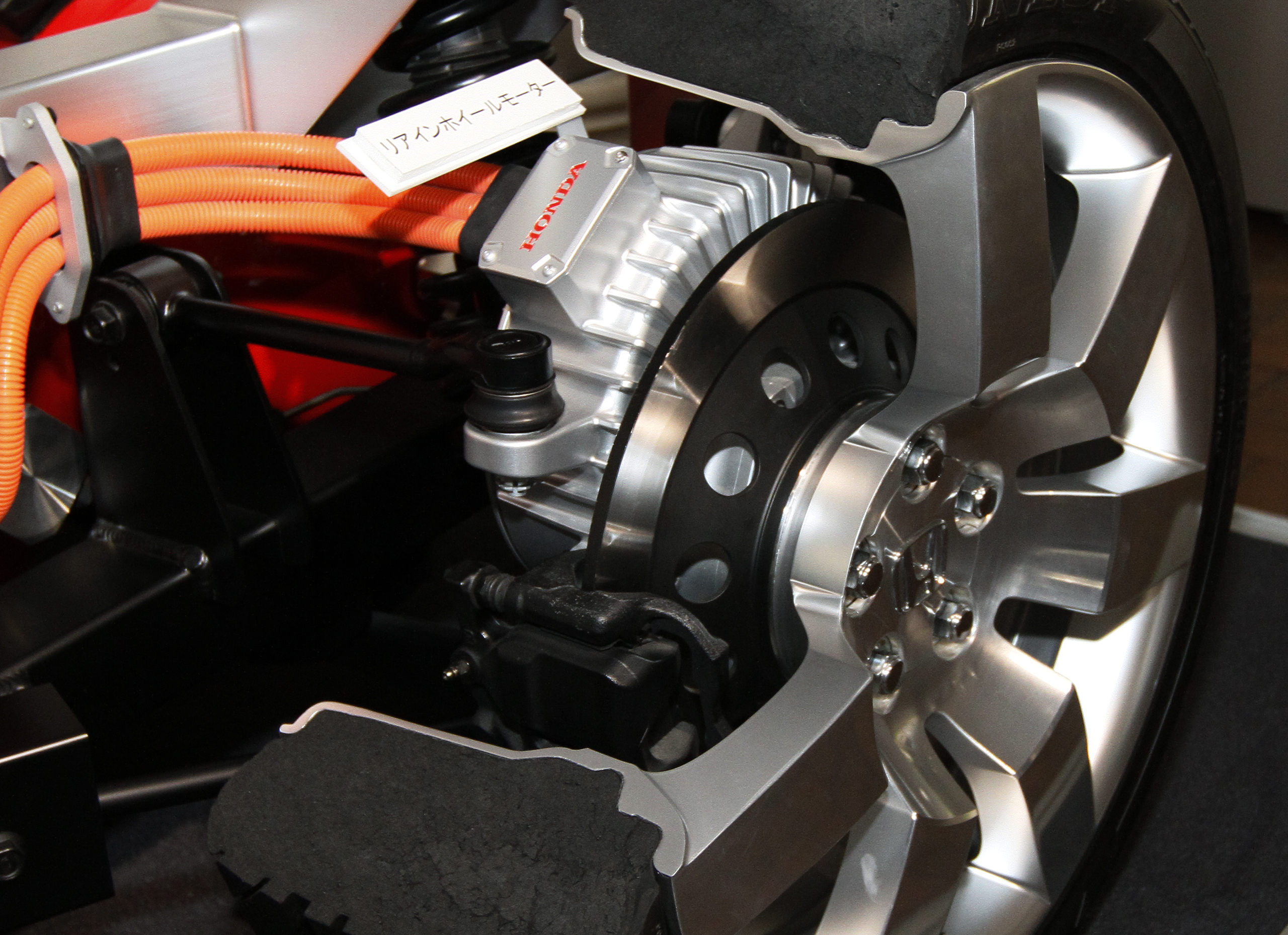
2005年本田的FCX概念型輪轂馬達，橘色的是高壓纜線。若是改為近輪馬達（near-wheel motor），就可以避免在車底盤外有高電壓的問題，其好處類似輪轂馬達

以設計觀點來考慮，輪轂馬達的好處在於其靈活度大。輪轂馬達可以用在前輪驅動車、後輪驅動車、或是獨立四輪驅動。輪轂馬達體積小，可以保留更多空間給乘客、貨物或是其他車內的零件。輪轂馬達的車內重量分佈會比單一馬達要好，也去除了傳統車輛需要的許多零件，例如变速器、差速器及傳動軸，這可以減少磨損以及機械損失。高電壓的輪轂馬達需針對其高壓纜線以及零件進行保護，避免其因受撞擊而損壞。

### 簧下重量
輪轂馬達的一個缺點是其重量沒有加在懸吊系統的阻尼器上，因此增加了簧下質量，對車輛操控以及行駛的品質有負面影響。輪轂馬達雖然會下降行駛品質，但還是比等效的內燃車車輛行駛品質要好，但因為較大的動態滾動阻力，會降低車輛的操控性。Protean Electric和莲花汽车發現若增加懸吊系統的阻尼，可以抵消大部份簧下質量增加所帶來的負面影響，而且可以控制各車輪的力矩輸出，可以提昇車輛的操控性，因此整體效果仍是正面的。
輪轂馬達沒有避震器的保護，也比較沒有對振動以及碎片的防護，因此其耐用性會降低。有些設計會用減少馬達重量的方式來減少簧下重量，例如無鐵心（coreless）設計或是用Litz wire線圈繞組，這些設計雖可減輕重量，但對降低其耐用性。

### 近輪馬達

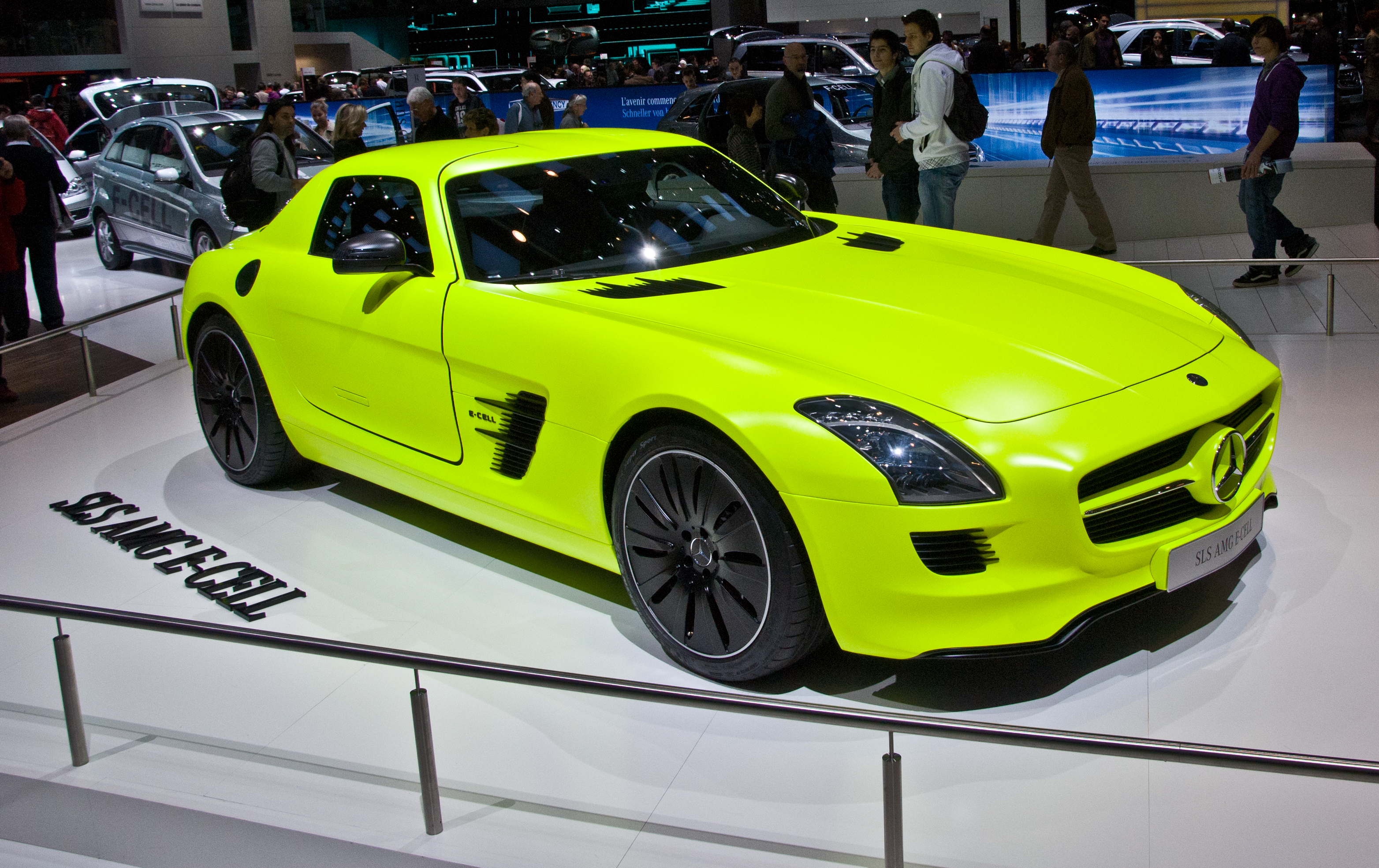
梅赛德斯-奔驰SLS AMG，使用四顆近輪馬達，有輪轂馬達的好處，避免了輪轂馬達增加簧下重量以及容易磨損的問題

汽車的馬達可以設計在車輪內，也可以設計在靠近車輪處，即為近輪馬達（near-wheel motor）或輪端馬達（wheel-end motor）。近輪馬達有輪轂馬達的好處，因為馬達在底盤內，由懸吊系統支撐其重量，避免了輪轂馬達增加簧下重量以及容易磨損的問題。近輪馬達的體積會比輪轂馬達大一些，但到2022年為止，近輪馬達比輪轂馬達要可靠，價值也比較便宜。近輪馬達避免了使用輪轂馬達設計，讓高電壓元件放置在底盤外的風險，也簡化了車輛的設計以及組裝。
American Axle透過美國能源部資助的計劃，開發了100 kW和150 kW的近輪馬達，此計劃是要商品化綠能且低成本的近輪馬達。成本降低的原因是因為將馬達、變頻器以及減速齒輪整合成單一元件，並且在馬達材料上避免使用重稀土元素。100 kW的三合一近輪驅動單元已是REE Automotive車用產品中的販售品。

### 概念車
近代概念車中最早使用輪轂馬達的是IZA，在1997年电气电子工程师学会研討會中發表，其中用了四顆25 kW（34 hp）的馬達。
其他在車展中展示過的輪轂馬達概念車有：2005年的Chevrolet Sequel；2005年三菱汽車的Mitsubishi MIEV；2006年Hi-Pa Drive的Mini QED；2005年的Honda FCX概念車；2006年的雪鐵龍C-Metisse；2008年Protean Electric的 Ford F-150；2008年Heuliez的WILL，其中使用Michelin的Active Wheel懸吊系統；2009年的Peugeot BB1；2012年的Hiriko Fold，屬於urban car，最大速度可以到50 km/h（31 mph），有整合到每一個輪子 的馬達、操縱致動器、懸吊以及剎車，由drive-by-wire系統來控制；2019年展示的FlatFormer，是小型6x6的自駕卡車底盤；Indigo Technologies自從2019年起有展示許多的輪轂馬達汽車2022年Aptera也有展示其太陽能電動車。
有些公司有發佈概念車，但沒有展示其實體，其中包括2006年西门子VDO的eCorner概念，以及2007年的ZAP-X。
- Mini QED電動車
- MAZ-7907（英语：MAZ-7907）卡車，每一個輪子都有一顆馬達
- Hiriko Fold（英语：Hiriko Fold）電動車，有輪轂馬達、操縱致動器、懸吊以及剎車，由drive-by-wire系統來控制

### 販售車
有輪轂馬達的販售車型（production vehicle）有：
- Lohner–Porsche（英语：Lohner–Porsche）的Chaise, Mixte等車型。在1900年代初期Lohner等車廠曾以此車型設計許多的電動車[16][7]
- Lightyear 0（英语：Lightyear 0），在2022年曾生產一陣子，負責生產此車型的子公司於2023年破產[41][42]
- Lordstown Endurance（英语：Lordstown Endurance），在2022年曾生產一陣子，但後來其車廠於2023年破產重整，並停止生產此車型[43]。

計劃中的販售車型有：
- BMW計劃在2025年生產有輪轂馬達的電動車，輪轂馬達由DeepDrive開發[44]。